# Giles Hart
Giles Hart (ur. 20 listopada 1949 w Chartumie, zm. 7 lipca 2005 w Londynie) – brytyjski inżynier, działacz związkowy, w latach 80. szef kampanii wspierania „Solidarności” w Wielkiej Brytanii.

## Życiorys
W sierpniu 1980 zaangażował się w tworzenie ruchu pod nazwą „Polish Solidarity Campaign”, który zbierał fundusze i pomoc materialną dla polskiej „Solidarności”. Został pierwszym przewodniczącym „PSC”. Założył również „Polish Refugee Rights Group”, organizację pomagającą polskim emigrantom czasu stanu wojennego w Wielkiej Brytanii. W 1995 wydał książkę „For Our Freedom and Yours: A History of the Polish Solidarity Campaign of Great Britain, 1980-1994” (ang. „Za waszą wolność i naszą”) zbiór wspomnień brytyjskich działaczy związkowych z „PSC”.
Z pierwszej pracy w The Trinity House odszedł na stanowisku dyrektora wykonawczego, po szykanach jakie spotkały go za założenie związku zawodowego. Od 1990 pracował w The British Telecom.
Jest jedną z ofiar zamachów bombowych 7 lipca 2005 w Londynie. Zginął jadąc autobusem linii „30”, który eksplodował w okolicach Tavistock Square. Osierocił żonę Danutę (z domu Górzyńską) i dwoje dzieci, córkę Marylę i syna Martina. Mieszkali w Hornchurch w hrabstwie Essex.
Pośmiertnie odznaczony został Złotym Krzyżem Zasługi, Krzyżem Kawalerskim Orderu Zasługi RP i Medalem Wdzięczności. Po jego śmierci dziennik „The Times” napisał:
„Był sumiennym kronikarzem ruchu „Solidarności”, starał się podtrzymywać płomień jego idei, nawet w sytuacji, gdy one przestały już obchodzić większość Polaków.”
Był aktywnym działaczem wielu stowarzyszeń o charakterze oświatowym, promujących idee wolności oraz kulturalnych, m.in. przewodniczącym „Anti-Slavery Society”, „H.G. Wells Society”. Był jednym z gości zaproszonych na uroczystości obchodów 25-lecia „Solidarności” w Gdańsku w sierpniu 2005. Dzień przed śmiercią ustalał ze znajomymi z „PSC” szczegóły poświęconej „Solidarności” konferencji, która miała odbyć się w październiku 2005 w Londynie.